# Judith Jaimes
Carmen Judith de Betula Jaimes Hernández  (San Antonio del Táchira, Venezuela, 22 de enero de 1939) es una destacada pianista venezolana. Ganadora del Premio Nacional de Cultura Venezuela 1998 Mención Música. Judith se dedicó desde los cuatro años a la pasión de tocar el piano, bajo la conducción del maestro Miguel Ángel Espinel.

## Biografía

### Inicios y carrera artística
Debuta en 1946 a los seis años de edad como una niña prodigio en el Teatro Municipal de Caracas.  La crítica y  numerosas personalidades artísticas,  ensalzan las asombrosas dotes de pianista y se hace acreedora de una beca de estudio en Nueva York. Witold Malcuzinsky ha calificado a Judith Jaimes de  "nueva Teresa Carreño,  por su perfecta técnica y  justa interpretación,  en grado como tan sólo contados maestros alcanzan".
En Nueva York se hace alumna de Olga Stroumillo, asistente de Isabella Vengerova, quien posteriormente la adopta como discípula. A la muerte de la maestra, continuó sus estudios en el Curtis Institute of Music de Filadelfia con Rudolf Serkin y Mieczyslaw Horszowski.
Judith Jaimes ha tocado con las más importantes orquestas americanas y europeas. Fue la solista que inauguró el Aula Magna (Universidad Central de Venezuela) con la Orquesta Sinfónica de Venezuela bajo la batuta de Pedro Antonio Ríos Reyna el 12 de marzo de 1954 y desde entonces ha sido la protagonista del piano. En sus conciertos y recitales ejecuta con frecuencia obras de autores latinoamericanos y en particular venezolanos incluyendo a Rhazés Hernández López, Juan Vicente Lecuna, Moisés Moleiro y Antonio Estévez. Fue una de las promotoras del Sistema Nacional de Orquestas Juveniles e Infantiles de Venezuela que lidera el maestro José Antonio Abreu. 
Ha actuado como solista con la Orquesta Sinfónica de Londres, la Filarmónica de Róterdam, la Orquesta de Filadelfia, la Orquesta de Cleveland y muchas otras.
Actualmente vive en Milwaukee, Wisconsin en los Estados Unidos donde de 1988 a 2011 se desempeñó como profesora de piano en la Peck School of Arts de la Universidad de Wisconsin de Milwaukee. Después de jubilarse en 2011, ha continuado sirviendo como profesora de medio tiempo.

### Vida personal
Tiene dos hijas, Blanca y Elena Abend. Este último también es pianista y actualmente se desempeña como Jefe del Departamento de Piano de la Universidad de Wisconsin-Milwaukee.

### Homenajes
En 1988 es galardonada con el Premio Nacional de Música. La “Escuela Integral para las Artes Judith Jaimes” de la ciudad de San Cristóbal, estado Táchira.
En su honor se fundó en Caracas la “Cátedra Latinoamericana de Piano Judith Jaimes".